# ピショッタ
ピショッタ（: Pisciotta）は、イタリア共和国カンパニア州サレルノ県にある、人口約2,600人の基礎自治体（コムーネ）。

## 地理

### 位置・広がり

#### 隣接コムーネ
隣接するコムーネは以下の通り。
- アシェーア
- チェントラ
- サン・マウロ・ラ・ブルーカ

## 行政

### 分離集落
ピショッタには、以下の分離集落（フラツィオーネ）がある。
- Caprioli, Marina di Pisciotta, Rodio